# Cávado (subregione)
Il Cávado è una subregione statistica del Portogallo, parte della regione Nord, e del distretto di Braga. Confina a nord col Minho-Lima, ad est con l'Alto Trás-os-Montes, a sud con l'Ave e la Grande Porto e ad ovest con l'Oceano Atlantico.

## Suddivisioni
Comprende 6 comuni:
- Amares
- Barcelos
- Braga
- Esposende
- Terras de Bouro
- Vila Verde